# أنطون يوليوس كارلسون
أنطون يوليوس كارلسون (بالسويدية: Anton Julius Carlson) (29 يناير 1875 - 2 سبتمبر 1956) فيزيولوجي أمريكي سويدي. كان كارلسون رئيس قسم علم وظائف الأعضاء في جامعة شيكاغوو من عام 1916 حتى عام 1940.

## حياته
ولد كارلسون ابن كارل جاكوبسون وهيدفيغ اندرسدوتر في سفارتيبورغ، في مقاطعة فسترا يوتالاند، السويد. جاء إلى الولايات المتحدة في عام 1891. تخرج من كلية أوغستانا في روك أيلاند، إلينوي عام 1898. حصل على الدكتوراه في علم وظائف الأعضاء في جامعة ستانفورد في عام 1902. بدأ العمل في جامعة شيكاغو في عام 1904.وعندما كان كارلسون في شيكاغو، أجرى تجارب على فريد فلسيك، على غرار تلك التي أجريت على الكسيس سانت مارتن بواسطة وليم بومونت، بشأن ناسور المعدة. وشملت هذه إلقاء الضوء على معدته مع أضواء الكهربائية من أجل مراقبة الهضم. أصبح كارلسون رئيس قسم علم وظائف الأعضاء في جامعة شيكاغو في عام 1916 وظل رئيسا حتى عام 1940.
كان كارلسون رئيسا للجمعية الأمريكية لتقدم العلوم في الفترة من 1923 إلى 1925، ورئيس الرابطة في عام 1944. اُنتخب كارلسون عضوا أجنبيا في الأكاديمية الملكية السويدية للعلوم في عام 1929.
غطى العدد 10 فبراير 1941 من مجلة تايم نجاح كارلسون كمعلم ودراساته المقارنة للعمل العضلي للقلب في البشر وسلطعون حدوة الحصان. كان كارلسون واحدا من 34 من الموقعين الأصليين للبيان الإنساني، وفي عام 1953 كان أول شخص يحصل على جائزة الجمعية الإنسانية الأمريكية بجائزة العام الإنساني.

## أعمال مختارة
- مكافحة الجوع في الصحة والأمراض (مطبعة جامعة شيكاغو 1916).
- أورغانوثيرابيوتيكش" (دكتور أبليتون أند كومباني. 1924)
- آلات الجسم (مطبعة جامعة شيكاغو، 1930). مع فيكتور جونسون (1901-1986)

## وصلات خارجية
- أنطون يوليوس كارلسون على موقع إن إن دي بي (الإنجليزية)

- Carlson in The University of Chicago Faculty: A Centennial View
- Carlson page at the AAAS web site
- National Academy of Sciences Biographical Memoir
- Coughlan، Robert (25 أبريل 1955). "Now Within Sight: Findings of Foremost Expert on Why We Grow Old". لايف (مجلة). via Google Books. ص. 156ff. مؤرشف من الأصل في 2016-04-11.

| سبقه آيسايا بومان | رئيس للجمعية الأمريكية لتقدم العلوم 1944 | تبعه جيمس كونانت |